# Mistrovství světa v ledním hokeji 1935
9. mistrovství světa  a 20. mistrovství Evropy v ledním hokeji probíhalo ve dnech 19. – 27. ledna 1935 ve švýcarském Davosu.
Na turnaj se přihlásilo 15 účastníků, rozlosovaných do čtyř kvalifikačních skupin. První dvě postoupila do dvou semifinálových skupin, ze kterých první dva týmy postoupily do finálové skupiny. Mužstva, která vypadla v kvalifikačních skupinách hrála soutěž útěchy a mužstva která vypadla v semifinále hrály o 5. až 8. místo. Hrálo se systémem každý s každým. Hrací doba byla 3x15 min.

## Výsledky a tabulky

### Skupina A
|    |            | SUI | SWE | HUN | NED | V | R | P | Skóre | B |
| 1. | Švýcarsko  | *** | 6:1 | 1:1 | 4:0 | 2 | 1 | 0 | 11:2  | 5 |
| 2. | Švédsko    | 1:6 | *** | 3:0 | 6:0 | 2 | 0 | 1 | 10:6  | 4 |
| 3. | Maďarsko   | 1:1 | 0:3 | *** | 6:0 | 1 | 1 | 1 | 7:4   | 3 |
| 4. | Nizozemsko | 0:4 | 0:6 | 0:6 | *** | 0 | 0 | 3 | 0:16  | 0 |

 Švýcarsko –  Švédsko 6:1 (4:0, 1:1, 1:0)
19. ledna 1935 (11:00) – Davos (Eissportstadion)

Branky a nahrávky Švýcarska: 4. Ferdinand Cattini (Christian Badrutt), 6. Charles Kessler, 7. Richard Torriani (Hans Cattini), 12. Charles Kessler (Paul Müller), 17. Ferdinand Cattini, 40. Richard Torriani.

Branky Švédska: 24. Yngve Liljeberg.

Rozhodčí: Sándor Minder (HUN), Paul Loicq (BEL)
Švýcarsko: Albert Künzler – Ernst Hug, Christian Badrutt – Ferdinand Cattini, Hans Cattini, Richard Torriani – Thomas Pleisch, Paul Müller (lední hokejista)|Paul Müller, Charles Kessler.
Švédsko: Bengt Liedstrand – Bertil Lundell, Sven Bergqvist – Torsten Jöhncke, Gustaf Johansson, Sigfrid Öberg – Yngve Liljeberg, Evert Löw, Lennart Hellman.
 Maďarsko –  Nizozemsko 6:0 (3:0, 3:0, 0:0)
19. ledna 1935 (13:00) – Davos (Eissportstadion)

Branky a nahrávky Maďarska: 3. Sándor Miklós, 6. Laszló Blazejovsky, 14. András Gergély (Sándor Miklós), 25. Sándor Miklós, 6:0 András Gergély (Sándor Miklós), 29. Sándor Miklós.

Rozhodčí: André Poplimont (BEL), Gunther Kummetz (GER)
Maďarsko: István Hircsák – Miklós Barcza, Matyás Farkas – Sándor Miklós, András Gergély, Zoltán Jeney – Ferenc Szamósi, Laszló Blazejovsky, Laszló Gergély.
Nizozemsko: Jan Gerritsen – Fritz van der Vlugt, Bob van der Stok – Chris van de Mandele, Hans Maas, Hans Gerritsen – Felix de Jong, Zeger Reyers, Huip de Pont.
 Švýcarsko –  Maďarsko	1:1 (0:0, 0:0, 1:1)
20. ledna 1935 (11:00) – Davos (Eissportstadion)

Branky Švýcarska: 31. Ferdinand Cattini.

Branky a nahrávky Maďarska: 43. Matyás Farkas (Sándor Miklós).

Rozhodčí: Cam Shewan (CAN), John Magwood (GBR)
Švýcarsko: Albert Künzler – Ernst Hug, Christian Badrutt – Ferdinand Cattini, Hans Cattini, Richard Torriani – Herbert Kessler, Paul Müller (lední hokejista)|Paul Müller, Charles Kessler.
Maďarsko: István Hircsák – Miklós Barcza, Matyás Farkas – Zoltán Jeney, Sándor Miklós, András Gergély – Laszló Gergély, Ferenc Szamósi, Laszló Blazejovsky.
 Švédsko –  Nizozemsko 6:0 (1:0, 4:0, 1:0)
20. ledna 1935 (13:00) – Davos (Eissportstadion)

Branky a nahrávky Švédska: 13. Bertil Lundell, 17. Sigfrid Öberg (Börje Abelstedt), 18. Börje Abelstedt, 26. Sven Bergqvist, 29. Gustaf Johansson (Börje Abelstedt), 41. Lennart Hellman.

Rozhodčí: André Poplimont (BEL), Franz Kreisel (GER)
Švédsko: Bengt Liedstrand – Sven Bergqvist, Bertil Lundell – Börje Abelstedt, Gustaf Johansson, Sigfrid Öberg – Yngve Liljeberg, Torsten Jöhncke, Lennart Hellman.
Nizozemsko: Jan Gerritsen – Fritz van der Vlugt, Bob van der Stok – Chris van de Mandele, Hans Maas, Hans Gerritsen – Felix de Jong, Zeger Reyers, Huip de Pont.
 Švédsko –  Maďarsko	3:0 (1:0, 1:0, 1:0)
21. ledna 1935 (9:30) – Davos (Eissportstadion)

Branky a nahrávky Švédska: 12. Gustaf Johansson, 20. Gustaf Johansson (Börje Abelstedt), 43. Yngve Liljeberg (Torsten Jöhncke).

Rozhodčí: Cam Shewan (CAN), John Magwood (GBR)
Švédsko: Bengt Liedstrand – Bertil Lundell, Sven Bergqvist – Sigfrid Öberg, Gustaf Johansson, Börje Abelstedt – Yngve Liljeberg, Torsten Jöhncke, Lennart Hellman.
Maďarsko: István Hircsák – Miklós Barcza, Matyás Farkas – Zoltán Jeney, Sándor Miklós, András Gergély – Laszló Gergély, Ferenc Szamósi, Laszló Blazejovsky.
 Švýcarsko –  Nizozemsko 4:0 (2:0, 0:0, 2:0)
21. ledna 1935 (14:30) – Davos (Eissportstadion)

Branky Švýcarska: 2. Ferdinand Cattini, 2. Charles Kessler, 43. Richard Torriani, 44. Ferdinand Cattini (Richard Torriani).

Rozhodčí: Franz Kreisel (GER), Dumitru Danielopol (ROM)
Švýcarsko: Arnold Hirtz – Ernst Hug, Hans Cattini – Thomas Pleisch, Richard Torriani, Ferdinand Cattini – Herbert Kessler, Paul Müller (lední hokejista)|Paul Müller, Charles Kessler.
Nizozemsko: Jan Gerritsen – Fritz van der Vlugt, Bob van der Stok – Chris van de Mandele, Hans Maas, Hans Gerritsen – Felix de Jong, Zeger Reyers, Huip de Pont.

### Skupina B
|    |         | FRA | ITA | POL | GER | V | R | P | Skóre | B |
| 1. | Francie | *** | 1:1 | 3:2 | 2:1 | 2 | 1 | 0 | 6:4   | 5 |
| 2. | Itálie  | 1:1 | *** | 1:1 | 2:0 | 1 | 2 | 0 | 4:2   | 4 |
| 3. | Polsko  | 2:3 | 1:1 | *** | 3:1 | 1 | 1 | 1 | 6:5   | 3 |
| 4. | Německo | 1:2 | 0:2 | 1:3 | *** | 0 | 0 | 3 | 2:7   | 0 |

 Itálie –  Německo	2:0 (1:0, 1:0, 0:0)
19. ledna 1935 (13:00) – Davos (Eissportstadion)

Branky a nahrávky Itálie: 4. Ignazio Dionisi (Mario Zucchini), 27. Ignazio Dionisi.

Rozhodčí: Gianni Andreossi (SUI), John Magwood (GBR)
Itálie: Augusto Gerosa – Decio Trovati, Franco Rossi – Ignazio Dionisi, Mario Zucchini, Giovanni Scotti – Carlo de Mazzeri, Emilio Mussi, Mario Maiocchi.
Německo: Wilhelm Egginger – Martin Schröttle, Gustav Jaenecke – Hans Lang, Georg Strobl, Werner Korff –  Alois Kuhn, Horst Orbanowski, Philipp Schenk.
 Francie –  Polsko 3:2 (2:1, 0:0, 1:1)
19. ledna 1935 (14:30) – Davos (Eissportstadion)

Branky Francie: 4. Michel Delesalle, 16. Jean-Pierre Hagnauer, 29. Pierre Claret

Branky Polska: 2:1 Kazimierz Sokolowski, 32. Czeslaw Marchewczyk

Rozhodčí: Albert Geromini (SUI), Hans Weinberger (AUT)
Francie: Jacques Morisson – Pierre Claret, Pierre Lorin – Jean-Pierre Hagnauer, Michel Delesalle, Jacques Lacarrière – Léonhard Quaglia, Albert Hassler, Pierre Savoye.
Polsko: Józef Stogowski – Kazimierz Sokolowski, Witalis Ludwiczak – Czeslaw Marchewczyk, Andrzej Wokowski, Adam Kowalski – Franciszek Glowacki, Roman Stupnicki, Edward Zielinski.
 Polsko –  Německo 3:1 (1:0, 2:1, 0:0)
20. ledna 1935 (11:00) – Davos (Eissportstadion)

Branky Polska: 12. Roman Stupnicki, 28. Czeslaw Marchewczyk (Adam Kowalski), 43. Adam Kowalski (Czeslaw Marchewczyk).

Branky Německa: 26. Horst Orbanowski (Karl Kögel).

Rozhodčí: Peter Müller (SUI), Hans Weinberger (AUT)
Polsko: Józef Stogowski – Kazimierz Sokolowski, Witalis Ludwiczak – Czeslaw Marchewczyk, Andrzej Wokowski, Adam Kowalski – Wladyslaw Lemiszko, Roman Stupnicki, Edward Zielinski.
Německo: Wilhelm Egginger – Martin Schröttle, Gustav Jaenecke – Alois Kuhn, Georg Strobl, Philipp Schenk – Karl Kögel, Horst Orbanowski, Herbert Schibukat.
 Francie –  Itálie 1:1 (0:0, 0:1, 1:0)
20. ledna 1935 (13:00) – Davos (Eissportstadion)

Branky a nahrávky Francie: 42. Jacques Lacarrière (Pierre Claret).

Branky a nahrávky Itálie: 27. Ignazio Dionisi (Mario Zucchini, Decio Trovati).

Rozhodčí: Gianni Andreossi (SUI), John Magwood (GBR)
Francie: Jacques Morisson – Pierre Claret, Pierre Lorin – Jean-Pierre Hagnauer, Michel Delesalle, Jacques Lacarrière – Léonhard Quaglia, Albert Hassler, Philippe Boyard.
Itálie: Augusto Gerosa – Decio Trovati, Franco Rossi – Ignazio Dionisi, Mario Zucchini, Giovanni Scotti – Carlo de Mazzeri, Emilio Mussi, Mario Maiocchi.
 Německo –  Francie 1:2 (0:0, 1:0, 0:2)
21. ledna 1935 (11:00) – Davos (Eissportstadion)

Branky Německa: 30. Gustav Jaenecke.

Branky a nahrávky Francie: 38. Michel Delesalle, 45. Albert Hassler (Léonhard Quaglia).

Rozhodčí: Albert Geromini (SUI), John Magwood (GBR)
Německo: Walter Leinweber – Martin Schröttle, Gustav Jaenecke – Karl Kögel, Georg Strobl, Philipp Schenk – Horst Orbanowski, Herbert Schibukat, Alois Kuhn.
Francie: Jacques Morisson – Pierre Claret, Pierre Lorin – Jean-Pierre Hagnauer, Michel Delesalle, Jacques Lacarrière – Léonhard Quaglia, Albert Hassler, Philippe Boyard.
 Itálie –  Polsko 1:1 (0:0, 1:1, 0:0)
21. ledna 1935 (14:30) – Davos (Eissportstadion)

Branky Itálie: 27. Mario Zucchini.

Branky Polska: 23. Kazimierz Sokolowski.

Rozhodčí: Cam Shewan (CAN), John Magwood (GBR)
Itálie: Augusto Gerosa – Decio Trovati, Franco Rossi – Ignazio Dionisi, Mario Zucchini, Giovanni Scotti – Carlo de Mazzeri, Emilio Mussi, Mario Maiocchi.
Polsko: Józef Stogowski – Kazimierz Sokolowski, Witalis Ludwiczak – Czeslaw Marchewczyk, Andrzej Wokowski, Adam Kowalski – Wladyslaw Lemiszko, Roman Stupnicki, Edward Zielinski.

### Skupina C
|    |          | TCH  | AUT | ROM | BEL  | V | R | P | Skóre | B |
| 1. | ČSR      | ***  | 2:1 | 4:2 | 22:0 | 3 | 0 | 0 | 28:3  | 6 |
| 2. | Rakousko | 1:2  | *** | 2:1 | 6:1  | 2 | 0 | 1 | 9:4   | 4 |
| 3. | Rumunsko | 2:4  | 1:2 | *** | 2:1  | 1 | 0 | 2 | 5:7   | 2 |
| 4. | Belgie   | 0:22 | 1:6 | 1:2 | ***  | 0 | 0 | 3 | 2:30  | 0 |

 Československo –  Rakousko 2:1 (0:0, 1:1, 1:0)
19. ledna 1935 (11:00) – Davos (Eissportstadion)

Branky Československa: 21. Jiří Tožička (Josef Maleček), 36. Josef Maleček – 27. Hans Tatzer

Branky Rakouska: 27. Hans Tatzer (Karl Kirchberger, Hans Trauttenberg)

Rozhodčí: John Magwood (GBR), Erich Römer (GER)

Vyloučení: 2:0 (využití 0:0)
ČSR: Jan Peka – Karel Hromádka, Jaroslav Pušbauer – Jiří Tožička, Josef Maleček, Oldřich Kučera – Alois Cetkovský, Jan Michálek, Jaroslav Císař.
Rakousko: Karl Ördogh – Hans Trauttenberg, Franz Schüssler – Hans Tatzer, Oskar Nowak, Friedrich Demmer – Karl Kirchberger, Josef Göbel,  Hans Schneider.
 Rumunsko –  Belgie 2:1 (1:0, 0:0, 1:1)
19. ledna 1935 (12:30) – Davos (Eissportstadion)

Branky Rumunska: 6. Constanin Tico, 42. Alexandru Botez.

Branky Belgie: 33. Willy Kreitz.

Rozhodčí: Peter Müller, Charles Fasel (SUI)
Rumunsko: Emil Maesciuc – Paul Anastasiu, Ladislaus Dietrich – Alexandru Botez, Lájos Vakar, Constanin Tico – Constantin Cantacuzino, Iuliu Rabinovici, Wilhelm Suck.
Belgie: Georges Brohée – Carlos van den Driessche, Francois Franck – Jean Barbanson, Pierre van Reysschoot, Willy Kreitz – Georges Pootmans, Marco Peltzer, Philippe Lippens.
 Rakousko –  Belgie 6:1 (0:0, 2:1, 4:0)
20. ledna 1935 (9:30) – Davos (Eissportstadion)

Branky a nahrávky Rakouska: 1:0 Hans Tatzer, 2:0 Willibald Stanek (Hans Trauttenberg), 3:1 Hans Tatzer (Oskar Nowak), 4:1 Friedrich Demmer, 5:1 Willibald Stanek (Oskar Nowak), 6:1 Josef Göbel. 

Branky Belgie: 29. Willy Kreitz.

Rozhodčí: Dumitru Danielopol (ROM), Tadeusz Sachs (POL)
Rakousko: Karl Ördogh (13. Hermann Weiss) – Hans Trauttenberg, Franz Schüssler – Hans Tatzer, Oskar Nowak, Willibald Stanek – Friedrich Demmer, Karl Kirchberger,  Josef Göbel.
Belgie: Georges Brohée – Carlos van den Driessche, Francois Franck – Marco Peltzer, Pierre van Reysschoot, Willy Kreitz – Jean Barbanson, Georges Pootmans, Philippe Lippens.
 Československo –  Rumunsko 4:2 (2:1, 0:1, 2:0)
20. ledna 1935 (14:30) – Davos (Eissportstadion)

Branky a nahrávky Československa: 2. Oldřich Kučera (Josef Maleček), 10. Josef Maleček (Oldřich Kučera), 31. Oldřich Kučera (Jiří Tožička), 37. Oldřich Kučera (Josef Maleček) 

Branky Rumunska: 5. Wilhelm Suck, 27. Anton Panenca.

Rozhodčí: Albert Geromini, Peter Müller (SUI)

Vyloučení: 0:1 (využití 1:0)
ČSR: Jan Peka – Karel Hromádka, Jaroslav Pušbauer – Jiří Tožička, Josef Maleček, Oldřich Kučera – Alois Cetkovský, Zdeněk Jirotka, Jaroslav Císař.
Rumunsko: Emil Maesciuc – Paul Anastasiu, Ladislaus Dietrich – Alexandru Botez, Lájos Vakar, Constanin Tico – Anton Panenca, Iuliu Rabinovici, Wilhelm Suck.
 Rakousko –  Rumunsko 2:1 (2:0, 0:0, 0:1)
21. ledna 1935 (11:00) – Davos (Eissportstadion)

Branky a nahrávky Rakouska: 37. Hans Tatzer (Karl Kirchberger,Josef Göbel), 45. Josef Göbel.

Branky a nahrávky Rumunska: 34. Constantin Cantacuzino (Wilhelm Suck).

Rozhodčí: Cam Shewan (CAN), Tadeusz Sachs (POL)
Rakousko: Hermann Weiss – Hans Trauttenberg, Franz Schüssler – Hans Tatzer, Oskar Nowak, Willibald Stanek – Friedrich Demmer, Karl Kirchberger,  Josef Göbel.
Rumunsko: Emil Maesciuc – Paul Anastasiu, Gheorghe Buia – Alexandru Botez, Lájos Vakar, Constanin Tico – Constantin Cantacuzino, Iuliu Rabinovici, Wilhelm Suck.
 Československo –  Belgie 	22:0 (7:0, 7:0, 8:0)
21. ledna 1935 (13:00) – Davos (Eissportstadion)

Branky a nahrávky Československa: 1. Josef Maleček, 4. Zdeněk Jirotka (Jaroslav Císař), 5. Josef Maleček, 7. Jiří Tožička, 13. Josef Maleček, 13. Jiří Tožička (Josef Maleček), 15. Oldřich Kučera, 16. Karel Hromádka, 19. Josef Maleček, 20. František Pergl (Jaroslav Pušbauer), 21. Jaroslav Pušbauer (Karel Hromádka), 24. Oldřich Kučera (Josef Maleček), 26. Karel Hromádka, 29. Oldřich Kučera, 33. Oldřich Kučera (Josef Maleček), 36. Jaroslav Pušbauer, 38. Josef Maleček, 39. Karel Hromádka (Zdeněk Jirotka, František Pergl), 40. Jiří Tožička (Oldřich Kučera), 42. Jiří Tožička, 44. Josef Maleček, 45. Oldřich Kučera.

Rozhodčí: Franz Kreisel (GER), Philippe Lefebvre (FRA)

Vyloučení: 0:0
ČSR: Jan Peka – Karel Hromádka, Jaroslav Pušbauer – Jiří Tožička, Josef Maleček, Oldřich Kučera – František Pergl, Zdeněk Jirotka, Jaroslav Císař.
Belgie: Georges Brohée – Carlos van den Driessche, Emile Duvivier – Marco Peltzer, Pierre van Reysschoot, Willy Kreitz – Jean de Beukelaer, Georges Pootmans, Philippe Lippens.

### Skupina D
|    |                | CAN  | GBR | LAT  | V | R | P | Skóre | B |
| 1. | Kanada         | ***  | 4:2 | 14:0 | 2 | 0 | 0 | 18:2  | 4 |
| 2. | Velká Británie | 2:4  | *** | 5:1  | 1 | 0 | 1 | 7:5   | 2 |
| 3. | Lotyšsko       | 0:14 | 1:5 | ***  | 0 | 0 | 2 | 1:19  | 0 |

 Kanada –  Velká Británie 	4:2 (0:1, 2:0, 2:1)
19. ledna 1935 (14:30) – Davos (Eissportstadion)

Branky a nahrávky Kanady: 17. Albert Lemay (Anthony Lemay, Archie Creighton), 22. Norm Yellowlees (Norman Rivers, Victor Lindqvist), 37. Norm Yellowlees (Victor Lindqvist), 37. Anthony Lemay (Archie Creighton).

Branky Velké Británie: 6. Carl Erhardt, 34. John Davey.

Rozhodčí: Gianni Andreossi (SUI), Dumitru Danielopol (ROM)
Kanada: Art Rice-Jones – Cameron Shewan, Joe Rivers – Norman Rivers, Victor Lindqvist, Norm Yellowlees – Archie Creighton, Albert Lemay, Anthony Lemay.
Velká Británie: Ronnie Milne – Carl Erhardt, Robert Wyman –  John Davey, Ernie Leacock, Gordon Dailley – Pete Stevenson, Ted Jackson, Ernie Ramus.
 Kanada –  Lotyšsko 14:0 (3:0, 7:0, 4:0)
20. ledna 1935 (14:30) – Davos (Eissportstadion)

Branky a nahrávky Kanada: 1:0 Norm Yellowlees (Norman Rivers), 2:0 Norman Rivers, 3:0 Anthony Lemay (Albert Lemay), 4:0 Norm Yellowlees, 5:0 Norman Rivers (Norm Yellowlees), 6:0 Norm Yellowlees, 7:0 Archie Creighton (Anthony Lemay), 8:0 Archie Creighton, 9:0 Albert Lemay (Anthony Lemay), 10:0 Lindqvist, 11:0 Norman Rivers (Norm Yellowlees), 12:0 Albert Lemay  (Anthony Lemay), 13:0 Archie Creighton, 14:0 Albert Lemay.

Rozhodčí: Charles Fasel (SUI), Hans Weinberger (AUT)
Kanada: Art Rice-Jones – Cameron Shewan, Joe Rivers – Norman Rivers, Victor Lindqvist, Norm Yellowlees –  Albert Lemay, Anthony Lemay, Archie Creighton.
Lotyšsko: Roberts Lapainis – Kārlis Paegle, Leonīds Vedējs – Arvīds Jurgens, Ādolfs Petrovskis, Arvīds Pētersons – Andrejs Jessens, Aleksejs Auziņš, Roberts Bluķis.
 Velká Británie –  Lotyšsko 5:1 (1:0, 2:1, 2:0)
21. ledna 1935 (13:00) – Davos (Eissportstadion)

Branky Velké Británie: 1:0 Ernie Ramus, 2:1 Gordon Dailley, 3:1 John Davey, 4:1 Pete Stevenson.

Branky Lotyšska: 1:1 Roberts Bluķis

Rozhodčí: Charles Fasel (SUI), Dumitru Danielopol (ROM)
Velká Británie: Ronnie Milne – Gordon Dailley, Carl Erhardt – Robert Wyman, Gordon Johnson, John Davey – Pete Stevenson, Ernie Ramus, Ted Jackson.
Lotyšsko: Roberts Lapainis – Kārlis Paegle, Leonīds Vedējs – Arvīds Jurgens, Ādolfs Petrovskis, Arvīds Pētersons – Andrejs Jessens, Aleksejs Auziņš, Roberts Bluķis.

### Semifinále A
|    |         | CAN | TCH  | SWE  | ITA  | V | R | P | Skóre | B |
| 1. | Kanada  | *** | 2:1  | 5:2  | 9:0  | 3 | 0 | 0 | 16:3  | 6 |
| 2. | ČSR     | 1:2 | ***  | 2:1p | 5:1p | 2 | 0 | 1 | 8:4   | 4 |
| 3. | Švédsko | 2:5 | 1:2p | ***  | 1:1  | 0 | 1 | 2 | 4:8   | 1 |
| 4. | Itálie  | 0:9 | 1:5p | 1:1  | ***  | 0 | 1 | 2 | 2:15  | 1 |

 Československo –  Itálie	5:1 (0:0, 1:0, 0:1 – 4:0pp)
22. ledna 1935 (10:45) – Davos (Eissportstadion)

Branky a nahrávky Československa: 22. Oldřich Kučera (Jiří Tožička, Josef Maleček), 63. Josef Maleček, 65. Jiří Tožička (Josef Maleček), 68. Josef Maleček, 69. Jiří Tožička (Josef Maleček).

Branky a nahrávky Itálie: 41. Ignazio Dionisi (Mario Zucchini)

Rozhodčí: Alexander Spengler (SUI), Franz Kreisel (GER)

Vyloučení: 0:1 (využití 0:0)
ČSR: Jan Peka – Karel Hromádka, Jaroslav Pušbauer – Alois Cetkovský, Jaroslav Císař, Zdeněk Jirotka - Oldřich Kučera, Josef Maleček, Jiří Tožička.
Itálie: Augusto Gerosa – Decio Trovati, Franco Carlassare – Ignazio Dionisi, Mario Zucchini, Giovanni Scotti – Carlo de Mazzeri, Emilio Mussi, Mario Maiocchi.
 Kanada –  Švédsko 	5:2 (3:0, 2:1, 0:1)
22. ledna 1935 (14:00) – Davos (Eissportstadion)

Branky a nahrávky Kanady: 9. Anthony Lemay (Albert Lemay), 10. Albert Lemay (Anthony Lemay), 14. Albert Lemay, 18. Norman Rivers (Norm Yellowlees), 23. Albert Lemay (Anthony Lemay).

Branky a nahrávky Švédska: 27. Olle Andersson (Gustaf Johansson), 31. Yngve Liljeberg (Torsten Jöhncke).

Rozhodčí: John Magwood (GBR), Gunther Kummetz (GER)
Kanada: Art Rice-Jones – Cameron Shewan, Roy Hinkel – Norman Rivers, Victor Lindqvist, Norm Yellowlees –  Albert Lemay, Anthony Lemay, Archie Creighton.
Švédsko: Wilhelm Larsson-Lagheim – Bertil Lundell, Sven Bergqvist – Börje Abelstedt, Olle Andersson, Gustaf Johansson – Yngve Liljeberg, Torsten Jöhncke, Lennart Hellman.
 Kanada –  Itálie	9:0 (3:0, 4:0, 2:0)
23. ledna 1935 (11:00) – Davos (Eissportstadion)

Branky a nahrávky Kanady: 8. Joe Rivers, 10. Victor Lindqvist (Norm Yellowlees), 12. Albert Lemay (Albert Lemay), 18. Anthony Lemay, 19. Albert Lemay (Albert Lemay), 20. Norm Yellowlees (Victor Lindqvist), 29. Norman Rivers (Victor Lindqvist), 32. Anthony Lemay (Albert Lemay), 37. Norm Yellowlees (Victor Lindqvist).

Rozhodčí: Paul Loicq (BEL), Franz Kreisel (GER)
Kanada: Art Rice-Jones – Cameron Shewan, Joe Rivers – Norman Rivers, Victor Lindqvist, Norm Yellowlees –  Albert Lemay, Anthony Lemay, Archie Creighton.
Itálie: Enrico Calcaterra – Franco Rossi, Gianmario Baroni – Franco Carlassare, Ignazio Dionisi, Giovanni Scotti – Carlo de Mazzeri, Emilio Mussi, Mario Maiocchi.
 Československo –  Švédsko	2:1 (1:0, 0:0, 0:1 – 1:0pp)
23. ledna 1935 (14:15) – Davos (Eissportstadion)

Branky a anhrávky Československa: 13ts. Josef Maleček, 49. Josef Maleček (Oldřich Kučera).

Branky a nahrávky Švédska: 32. Torsten Jöhncke (Yngve Liljeberg).

Rozhodčí: John Magwood (GBR), Paul Loicq (BEL)

Vyloučení: 1:2 (využití 0:0)
ČSR: Jan Peka – Karel Hromádka, Jaroslav Pušbauer –  Jiří Tožička, Josef Maleček, Oldřich Kučera - Alois Cetkovský, Jan Michálek, Jaroslav Císař. 
Švédsko: Wilhelm Larsson-Lagheim (49. Bengt Liedstrand) – Bertil Lundell, Sven Bergqvist – Yngve Liljeberg, Torsten Jöhncke, Lennart Hellman - Olle Andersson, Gustaf Johansson, Börje Abelstedt.
 Československo –  Kanada 1:2 (0:0, 0:1, 1:1)
24. ledna 1935 (14:00) – Davos (Eissportstadion)

Branky Československa: 1:1 35. Jaroslav Císař.

Branky a nahrávky Kanady: 17. Victor Lindqvist (Norm Yellowlees, Anthony Lemay), 1:2 35. Albert Lemay.

Rozhodčí: Philippe  Lefebvre (FRA), André Poplimont (BEL)

Vyloučení: 0:3 (využití 0:0)
ČSR: Jan Peka – Karel Hromádka, Jaroslav Pušbauer – František Pergl, Josef Maleček, Oldřich Kučera - Alois Cetkovský, Zdeněk Jirotka, Jaroslav Císař.
Kanada: Art Rice-Jones – Cameron Shewan, Roy Hinkel – Albert Lemay, Anthony Lemay, Archie Creighton - Norman Rivers, Victor Lindqvist, Norm Yellowlees.  
 Švédsko –  Itálie 1:1 (0:1, 0:0, 1:0)
- dohodnuto nehrát prodloužení.

24. ledna 1935 (14:15) – Davos (Eissportstadion)

Branky a nahrávky Švédska: 32. Gustaf Johansson (Börje Abelstedt).

Branky Itálie: 1. Ignazio Dionisi

Rozhodčí: John Magwood (GBR), Gunther Kummetz (GER)
Švédsko: Bengt Liedstrand – Bertil Lundell, Sven Bergqvist – Yngve Liljeberg, Torsten Jöhncke, Lennart Hellman - Olle Andersson, Gustaf Johansson, Börje Abelstedt.
Itálie: Augusto Gerosa – Decio Trovati, Franco Rossi – Ignazio Dionisi, Mario Zucchini, Giovanni Scotti – Carlo de Mazzeri, Emilio Mussi, Mario Maiocchi.

### Semifinále B
|    |                | SUI  | GBR | AUT  | FRA | V | R | P | Skóre | B |
| 1. | Švýcarsko      | ***  | 1:0 | 1:1p | 5:1 | 2 | 1 | 0 | 7:2   | 5 |
| 2. | Velká Británie | 0:1  | *** | 4:1  | 1:0 | 2 | 0 | 1 | 5:2   | 4 |
| 3. | Rakousko       | 1:1p | 1:4 | ***  | 4:1 | 1 | 1 | 1 | 6:6   | 3 |
| 4. | Francie        | 1:5  | 0:1 | 1:4  | *** | 0 | 0 | 3 | 2:10  | 0 |

 Švýcarsko –  Rakousko 1:1 (0:1, 0:0, 1:0 – 0:0, 0:0, 0:0 pp)
22. ledna 1935 (11:00) – Davos (Eissportstadion)

Branky a nahrávky Švýcarska: 45. Richard Torriani (Ferdinand Cattini).

Branky Rakouska: 4. Friedrich Demmer.

Rozhodčí: John Magwood, Carl Erhardt (GBR)
Švýcarsko: Albert Künzler – Ernst Hug, Christian Badrutt – Hans Cattini, Ferdinand Cattini, Richard Torriani – Thomas Pleisch, Paul Müller (lední hokejista)|Paul Müller, Charles Kessler.
Rakousko: Karl Ördogh – Hans Trauttenberg, Franz Schüssler – Karl Kirchberger, Josef Göbel, Willibald Stanek – Hans Tatzer, Oskar Nowak, Friedrich Demmer.
 Velká Británie –  Francie 1:0 (1:0, 0:0, 0:0)
22. ledna 1935 (14:15) – Davos (Eissportstadion)

Branky Velké Británie: 9. Robert Wyman

Rozhodčí: Hans Trauttenberg (AUT), Dumitru Danielopol (ROM)
Velká Británie: Ronnie Milne – Carl Erhardt, Robert Wyman - Gordon Dailley, Gordon Johnson, John Davey – Pete Stevenson, Ernie Ramus, Ted Jackson.
Francie: Michel Paccard – Pierre Claret, Pierre Lorin – Jean-Pierre Hagnauer, Albert Hassler, Jacques Lacarrière – Léonhard Quaglia, Pierre Savoye, Philippe Boyard.
 Velká Británie –  Rakousko 4:1 (0:0, 2:1, 2:0)
23. ledna 1935 (10:45) – Davos (Eissportstadion)

Branky Velké Británie: 17. Gordon Dailley, 24. Gordon Johnson, 41. Gordon Dailley, 43. Ernie Ramus.

Branky a nahrávky Rakouska: 27. Hans Trauttenberg (Friedrich Demmer).

Rozhodčí: Philippe Lufebvre (FRA), Gunther Kummetz (GER)
Velká Británie: Ronnie Milne – Carl Erhardt, Robert Wyman - Gordon Dailley, Gordon Johnson, John Davey – Pete Stevenson, Ernie Ramus, Ted Jackson. 
Rakousko: Karl Ördogh (39. – 41. Hans Tatzer) – Hans Trauttenberg, Franz Schüssler – Karl Kirchberger, Josef Göbel, Willibald Stanek – Hans Tatzer, Oskar Nowak, Friedrich Demmer.
 Švýcarsko –  Francie 5:1 (3:0, 0:1, 2:0)
23. ledna 1935 (14:00) – Davos (Eissportstadion)

Branky a nahrávky Švýcarska: 11. Richard Torriani, 13. Ferdinand Cattini (Hans Cattini, Torriani), 14. Ferdinand Cattini, 37. Paul Müller (Charles Kessler), 41. Ferdinand Cattini (Hans Cattini, Torriani).

Branky Francie: 20. Léonhard Quaglia.

Rozhodčí: Cam Shewan (CAN), Hans Trautenberg (AUT)
Švýcarsko: Albert Künzler – Ernst Hug, Christian Badrutt – Hans Cattini, Ferdinand Cattini, Richard Torriani – Thomas Pleisch, Paul Müller (lední hokejista)|Paul Müller, Charles Kessler.
Francie: Jacques Morisson – Pierre Claret, Pierre Lorin – Jean-Pierre Hagnauer, Michel Delesalle, Jacques Lacarrière – Léonhard Quaglia, Albert Hassler, Guy Volpert.
 Rakousko –  Francie 4:1 (2:0, 1:1, 1:0)
24. ledna 1935 (10:45) – Davos (Eissportstadion)

Branky a nahrávky Rakouska: 3. Friedrich Demmer, 14. Josef Göbel (Karl Kirchberger), 25. Hans Tatzer, 42. Hans Tatzer.

Branky a nahrávky Francie: 30. Léonhard Quaglia (Albert Hassler).

Rozhodčí: Tadeusz Sachs (POL), Carl Abrahamsson (SWE)
Rakousko: Hermann Weiss – Hans Trauttenberg, Franz Schüssler – Karl Kirchberger, Josef Göbel, Willibald Stanek – Hans Tatzer, Oskar Nowak, Friedrich Demmer.
Francie: Jacques Morisson – Pierre Claret, Pierre Lorin – Jean-Pierre Hagnauer, Albert Hassler, Jacques Lacarrière – Léonhard Quaglia, Guy Volpert, Philippe Boyard.
 Švýcarsko –  Velká Británie 	1:0 (1:0, 0:0, 0:0)
24. ledna 1935 (11:00) – Davos (Eissportstadion)

Branky Švýcarska: 3. Ferdinand Cattini (Richard Torriani).

Rozhodčí: Cam Shewan (CAN), Franz Kreisel (GBR)
Švýcarsko: Albert Künzler – Ernst Hug, Christian Badrutt – Hans Cattini, Ferdinand Cattini, Richard Torriani – Thomas Pleisch, Paul Müller (lední hokejista)|Paul Müller, Charles Kessler.
Velká Británie: Ronnie Milne – Carl Erhardt, Gordon Dailley – Robert Wyman, Gordon Johnson, John Davey – Pete Stevenson, Ernie Ramus, Ted Jackson.

### Finále
|    |                | CAN | SUI | GBR  | TCH  | V | R | P | Skóre | B |
| 1. | Kanada         | *** | 4:2 | 6:0  | 2:1  | 3 | 0 | 0 | 12:3  | 6 |
| 2. | Švýcarsko      | 2:4 | *** | 1:0  | 4:0  | 2 | 0 | 1 | 7:4   | 4 |
| 3. | Velká Británie | 0:6 | 0:1 | ***  | 2:1p | 1 | 0 | 2 | 2:8   | 2 |
| 4. | ČSR            | 1:2 | 0:4 | 1:2p | ***  | 0 | 0 | 3 | 2:8   | 0 |

 Československo –  Švýcarsko 	0:4 (0:1, 0:0, 0:3)
26. ledna 1935 (11:00) – Davos (Eissportstadion)

Branky a nahrávky Švýcarska: 6. Richard Torriani (Ferdinand Cattini), 38. Ferdinand Cattini (Richard Torriani), 41. Christian Badrutt (Richard Torriani), 42. Richard Torriani (Paul Müller).

Rozhodčí: Philippe Lefebvre (FRA), Franz Kreisel (GBR)

Vyloučení: 0:0
Švýcarsko: Albert Künzler – Ernst Hug, Christian Badrutt – Charles Kessler, Ferdinand Cattini, Richard Torriani – Thomas Pleisch, Paul Müller, Oscar Schmidt.
ČSR: Jan Peka – Karel Hromádka, Jaroslav Pušbauer – Jiří Tožička, Josef Maleček, Oldřich Kučera - Alois Cetkovský, Zdeněk Jirotka, Jaroslav Císař.
 Kanada –  Velká Británie 6:0 (2:0, 2:0, 2:0)
26. ledna 1935 (14:00) – Davos (Eissportstadion)

Branky Kanady: 5. Albert Lemay, 12. Norm Yellowlees, 13. Anthony Lemay, 21. Archie Creighton, 34. Norman Rivers, 44. Anthony Lemay

Rozhodčí: Paul Loicq (BEL), Tadeusz Sachs (POL)
Kanada: Art Rice-Jones – Cameron Shewan, Roy Hinkel – Norman Rivers, Victor Lindqvist, Norm Yellowlees –  Albert Lemay, Anthony Lemay, Archie Creighton.
Velká Británie: Ronnie Milne – Carl Erhardt, Robert Wyman – Gordon Dailley, Gordon Johnson, John Davey – Pete Stevenson, Ernie Ramus, Ted Jackson.
 Švýcarsko –  Kanada 2:4 (1:2, 1:1, 0:1)
27. ledna 1935 (11:00) – Davos (Eissportstadion)

Branky a nahrávky Švýcarska: 11. Ferdinand Cattini (Richard Torriani), 24. Richard Torriani (Ferdinand Cattini, Christian Badrutt).

Branky a nahrávky Kanady: 4. Anthony Lemay (Albert Lemay), 15. Norman Rivers (Victor Lindqvist, Norm Yellowlees), 18. Norm Yellowlees (Victor Lindqvist), 34. Albert Lemay (Anthony Lemay).	

Rozhodčí: Philippe Lefebvre (FRA), Franz Kreisel (GER)
Švýcarsko: Albert Künzler – Oscar Schmidt, Christian Badrutt – Charles Kessler, Ferdinand Cattini, Richard Torriani – Thomas Pleisch, Paul Müller, Herbert Kessler.
Kanada: Art Rice-Jones – Cameron Shewan, Roy Hinkel – Albert Lemay, Norm Yellowlees, Norman Rivers - Victor Lindqvist, Anthony Lemay, Norman Rivers.
 Československo –  Velká Británie 	1:2 (0:0, 1:0, 0:1 – 0:0, 0:0, 0:1pp)
27. ledna 1935 (14:00) - Davos (Eissportstadion)

Branky a nahrávky Československa: 28. Oldřich Kučera (Karel Hromádka).

Branky Velké Británie: 42. Gordon Johnson, 73. Gordon Dailley.

Rozhodčí : André Poplimont, Paul Loicq (BEL)

Vyloučení: 1:2 (využití 0:0)
Velká Británie:: Ronnie Milne – Carl Erhardt, Robert Wyman – Gordon Dailley, Gordon Johnson, John Davey – Pete Stevenson, Ernie Ramus, Ted Jackson.
ČSR: Jan Peka – Karel Hromádka, Jaroslav Pušbauer – Jiří Tožička, František Pergl, Oldřich Kučera - Alois Cetkovský, Zdeněk Jirotka, Jaroslav Císař.

### O 5. - 8. místo
Švédsko –  Francie 	2:1 (0:1, 1:0, 1:0)
26. ledna 1935 (11:00) – Davos (Eissportstadion)

Branky a nahrávky Švédska: 24. Torsten Jöhncke (Yngve Liljeberg), 39. Yngve Liljeberg.

Branky a nahrávky Francie: 4. Albert Hassler (Léonhard Quaglia).

Rozhodčí: Peter Müller, Charles Fasel (SUI)
Švédsko: Bengt Liedstrand – Bertil Lundell, Sven Bergqvist – Yngve Liljeberg, Torsten Jöhncke, Lennart Hellman - Olle Andersson, Gustaf Johansson, Börje Abelstedt.
Francie: Jacques Morisson – Pierre Claret, Pierre Lorin – Jean-Pierre Hagnauer, Michel Delesalle, Jacques Lacarrière – Léonhard Quaglia, Albert Hassler, Guy Volpert.
 Rakousko –  Itálie 	2:1 (0:0, 2:1, 0:0)
26. ledna 1935 (14:00) – Davos (Eissportstadion)

Branky Rakouska: 20. Oskar Nowak, 28. Hans Tatzer.

Branky Itálie: 21. Mario Zucchini.

Rozhodčí: Tadeusz Sachs (POL), John Magwood (GBR)
Rakousko: Hermann Weiss – Hans Trauttenberg, Franz Schüssler – Karl Kirchberger, Josef Göbel, Willibald Stanek – Hans Tatzer, Oskar Nowak, Friedrich Demmer.
Itálie: Augusto Gerosa – Gianmario Baroni, Franco Rossi – Ignazio Dionisi, Mario Zucchini, Giovanni Scotti – Carlo de Mazzeri, Emilio Mussi, Mario Maiocchi.

### O 5. místo
Švédsko -  Rakousko 	3:1 (2:1, 0:0, 1:0)
27. ledna 1935 (11:15) – Davos (Eissportstadion)

Branky a nahrávky Švédska: 1. Sigfrid Öberg, 10. Sven Bergqvist, Yngve Liljeberg (Torsten Jöhncke).

Branky Rakouska: 3. Friedrich Demmer

Rozhodčí: Albert Geromini (SUI), Tadeusz Sachs (POL)
Švédsko: Wilhelm Larsson-Lagheim – Bertil Lundell, Sven Bergqvist – Yngve Liljeberg, Torsten Jöhncke, Olle Andersson - Sigfrid Öberg, Gustaf Johansson, Börje Abelstedt.
Rakousko: Hermann Weiss (31. Karl Ördogh) – Hans Trauttenberg, Franz Schüssler – Karl Kirchberger, Josef Göbel, Friedrich Demmer – Hans Tatzer, Oskar Nowak, Willibald Stanek.

### O 7. místo
Itálie –  Francie
nehráno - oba týmy odřekly kvůli mnoha zraněným hráčům.

### Skupina A
|    |          | POL  | HUN | BEL  | V | R | P | Skóre | B |
| 1. | Polsko   | ***  | 1:1 | 12:2 | 1 | 1 | 0 | 13:3  | 3 |
| 2. | Maďarsko | 1:1  | *** | 6:1  | 1 | 1 | 0 | 7:2   | 3 |
| 3. | Belgie   | 2:12 | 1:6 | ***  | 0 | 0 | 2 | 3:18  | 0 |

 Polsko –  Belgie 	12:2 (5:1, 4:1, 3:0)
23. ledna 1935 (11:15) – Davos (Eissportstadion)

Branky Polska: 3x Andrzej Wokowski, 3x Adam Kowalski, 2x Czeslaw Marchewczyk, 2x Witalis Ludwiczak, Józef Godlewski, Edward Zielinski.

Branky Belgie: Willy Kreitz, Georges Pootmans. 

Rozhodčí: Alexandru Botez (ROM), Albert Geromini (SUI)
Polsko: Józef Stogowski – Kazimierz Sokolowski, Witalis Ludwiczak – Czeslaw Marchewczyk, Andrzej Wokowski, Adam Kowalski – Franciszek Glowacki, Józef Godlewski, Edward Zielinski.
Belgie: Georges Brohée – Carlos van den Driessche, Emile Duvivier – Marco Peltzer, Pierre van Reysschoot, Willy Kreitz – Jean Barbanson, Philippe Lippens, Georges Pootmans.
 Maďarsko –  Belgie 	6:1 (2:0, 2:1, 2:0)
24. ledna 1935 (14:15) – Davos (Eissportstadion)

Branky Maďarska: 2x Sándor Miklós, 2x Laszló Blazejovsky, Laszló Gergély, Ferenc Szamósi

Branky Belgie: Marco Peltzer

Rozhodčí: Dumitru Danielopol (ROM)
Maďarsko: György Kramer-Katay – Miklós Barcza, István Bethlen – Sándor Miklós, András Gergély, Zoltán Jeney – Béla Háray, Ferenc Szamósi, Laszló Blazejovsky.
Belgie: Georges Brohée – Carlos van den Driessche, Francois Franck – Marco Peltzer, Pierre van Reysschoot, Willy Kreitz – Jean Barbanson, Philippe Lippens, Georges Pootmans.
 Polsko –  Maďarsko 	1:1 (0:0, 1:0, 0:1)
25. ledna 1935 (11:00) – Davos (Eissportstadion)

Branky a nahrávky Polska: 19. Andrzej Wokowski (Adam Kowalski).

Branky Maďarska: 35. Béla Háray

Rozhodčí: Cam Shewan (CAN), Peter Müller (SUI)
Polsko: Józef Stogowski – Kazimierz Sokolowski, Witalis Ludwiczak – Czeslaw Marchewczyk, Andrzej Wokowski, Adam Kowalski – Franciszek Glowacki, Roman Stupnicki, Edward Zielinski.
Maďarsko: István Hircsák – Matyás Farkas, Miklós Barcza – Sándor Miklós, András Gergély, Zoltán Jeney – Béla Háray, Ferenc Szamósi, Laszló Blazejovsky.

### Skupina B
|    |            | GER | ROM | LAT | NED | V | R | P | Skóre | B |
| 1. | Německo    | *** | 3:0 | 3:1 | 5:0 | 3 | 0 | 0 | 11:1  | 6 |
| 2. | Rumunsko   | 0:3 | *** | 3:2 | 6:0 | 2 | 0 | 1 | 9:5   | 4 |
| 3. | Lotyšsko   | 1:3 | 2:3 | *** | 7:0 | 1 | 0 | 2 | 10:6  | 2 |
| 4. | Nizozemsko | 0:5 | 0:6 | 0:7 | *** | 0 | 0 | 3 | 0:18  | 0 |

 Německo –  Nizozemsko 5:0 (0:0, 5:0, 0:0)
23. ledna 1935 (14:15) – Davos (Eissportstadion)

Branky Německa: 1:0 Hans Lang, 2:0 Hans Lang, 3:0 Philipp Schenk, 4:0 Horst Orbanowski, 5:0 Hans Lang.  

Rozhodčí: André Popmlimont (BEL), Albert Geromini (SUI)
Německo: Walter Leinweber – Erich Römer, Gustav Jaenecke – Hans Lang, Horst Orbanowski, Philipp Schenk – Alois Kuhn, Georg Strobl, Werner Korff.
Nizozemsko: Sjoerd van Marle – Fritz van der Vlugt, Bob van der Stok – Chris van de Mandele, Hans Maas, Hans Gerritsen – Felix de Jong, Zeger Reyers, Huip de Pont.
  Rumunsko –  Lotyšsko 3:2 (1:0, 2:0, 0:2)
23. ledna 1935 (11:15) – Davos (Eissportstadion)

Branky Rumunska: 1:0 Constantin Cantacuzino, 2:0 Alexandru Botez, 3:0 Wilhelm Suck.

Branky Lotyšska: 3:1 Roberts Bluķis, 3:2 Arvīds Pētersons.

Rozhodčí: Charles Fasel (SUI), Tadeusz Sachs (POL)
Rumunsko: Emil Maesciuc – Paul Anastasiu, Gheorghe Buia – Alexandru Botez, Lájos Vakar, Constanin Tico – Constantin Cantacuzino, Iuliu Rabinovici, Wilhelm Suck.
Lotyšsko: Roberts Lapainis – Kārlis Paegle, Leonīds Vedējs – Arvīds Jurgens, Ādolfs Petrovskis, Arvīds Pētersons – Andrejs Jessens, Aleksejs Auziņš, Roberts Bluķis.
 Rumunsko –  Nizozemsko	6:0 (2:0, 1:0, 3:0)
24. ledna 1935 (11:15) – Davos (Eissportstadion)

Branky Rumunska: 1:0 Iuliu Rabinovici, 2:0 Constantin Cantacuzino, 3:0 Paul Anastasiu, 4:0 Constantin Cantacuzino, 5:0 Alexandru Botez, 6:0 Alexandru Botez.

Rozhodčí: Charles Fasel (SUI), Enrico Calcaterra (ITA)
Rumunsko: Emil Maesciuc – Paul Anastasiu, Ladislaus Dietrich – Alexandru Botez, Lájos Vakar, Constanin Tico – Constantin Cantacuzino, Iuliu Rabinovici, Wilhelm Suck.
Nizozemsko: Jan Gerritsen – Fritz van der Vlugt, Bob van der Stok – Chris van de Mandele, Hans Maas, Hans Gerritsen – Felix de Jong, Zeger Reyers, Huip de Pont.
 Německo –  Lotyšsko 3:1 (0:0, 1:0, 2:1)
24. ledna 1935 (14:15) – Davos (Eissportstadion)

Branky Německa: 1:0 Karl Kögel, 2:1 Georg Strobl, 3:1 Gustav Jaenecke

Branky Lotyšska: 1:1 Ādolfs Petrovskis.

Rozhodčí: Dumitru Danielopol (ROM), Fritz Kraatz (SUI)
Německo: Wilhelm Egginger – Martin Schröttle, Gustav Jaenecke – Georg Strobl, Horst Orbanowski, Philipp Schenk –  Werner Korff, Karl Kögel, Herbert Schibukat.
Lotyšsko: Roberts Lapainis – Kārlis Paegle, Leonīds Vedējs – Arvīds Jurgens, Ādolfs Petrovskis, Arvīds Pētersons – Andrejs Jessens, Aleksejs Auziņš, Roberts Bluķis.
 Lotyšsko –  Nizozemsko	7:0 (2:0, 1:0, 4:0)
25. ledna 1935 (10:45) – Davos (Eissportstadion)

Branky Lotyšska: 1:0 Ādolfs Petrovskis, 2:0 Kārlis Paegle, 3:0 Aleksejs Auzinš, 4:0 Aleksejs Auzinš, 5:0 Andrejs Jessens, 6:0 Andrejs Jessens, 7:0 Andrejs Jessens.

Rozhodčí: Charles Fasel, Carl Spengler (SUI)
Lotyšsko: Roberts Lapainis – Kārlis Paegle, Leonīds Vedējs – Arvīds Jurgens, Ādolfs Petrovskis, Arvīds Pētersons – Andrejs Jessens, Aleksejs Auziņš, Roberts Bluķis.
Nizozemsko: Hans van der Vlier - Fritz van der Vlugt, Bob van der Stok – Felix de Jong, Hans Maas, Huip de Pont - Dirk Jan Koeleman, Lau de Kadt.
 Německo –  Rumunsko 3:0 (2:0, 0:0, 1:0)
25. ledna 1935 (14:00) – Davos (Eissportstadion)

Branky Německa: 6. Horst Orbanowski, 9. Martin Schröttle, 3:0 Gustav Jaenecke.

Rozhodčí: Enrico Calcaterra (ITA), Albert Geromini (SUI)
Německo: Walter Leinweber – Martin Schröttle, Gustav Jaenecke – Georg Strobl, Horst Orbanowski, Philipp Schenk – Alois Kuhn,  Werner Korff, Karl Kögel.
Rumunsko: Emil Maesciuc – Paul Anastasiu, Ladislaus Dietrich – Alexandru Botez, Lájos Vakar, Constanin Tico – Constantin Cantacuzino, Iuliu Rabinovici, Wilhelm Suck.

### Finále soutěže útěchy
Německo -  Polsko 	5:1 (2:0, 2:1, 1:0)
27. ledna 1935 (14:15) – Davos (Eissportstadion)

Branky Německa: 1:0 Georg Strobl (Gustav Jaenecke), 2:0 Herbert Schibukat (Horst Orbanowski), 23. Gustav Jaenecke, 23. Gustav Jaenecke, 31. Georg Strobl (Martin Schröttle).

Branky a nahrávky Polska: 21. Edward Zielinski (Franciszek Glowacki).

Rozhodčí: Albert Geromini, Peter Müller (SUI)
Německo: Walter Leinweber – Martin Schröttle, Gustav Jaenecke – Georg Strobl, Horst Orbanowski, Philipp Schenk – Werner Korff, Karl Kögel, Herbert Schibukat.
Polsko: Józef Stogowski – Kazimierz Sokolowski, Witalis Ludwiczak – Czeslaw Marchewczyk, Andrzej Wokowski, Adam Kowalski – Franciszek Glowacki, Roman Stupnicki, Edward Zielinski.

## Soupisky

### Soupiska Kanady
Kanada (Winnipeg Monarchs)

Brankář: Art Rice-Jones, Cooney Woods.

Obránci: Cameron Shewan, Joe Rivers, Roy Hinkel,

Útočníci: Archie Creighton, Albert T. Lemay, Anthony Lemay, Victor Lindqvist, Norman Rivers, Norm Yellowlees.

Trenér: Scotty Oliver.

### Soupiska Švýcarska
Švýcarsko 

Brankáři: Albert Künzler, Arnold Hirtz.

Obránci: Ernst Hug, Christian Badrutt, Oscar Schmidt.

Útočníci: Ferdinand Cattini, Hans Cattini, Richard Torriani, Herbert Kessler, Charles Kessler, Paul Müller, Thomas Pleisch, Otto Heller.

Trenér: Charles Fasel.

### Soupiska Velké Británie
Velká Británie

Brankář: Ronnie Milne.

Obránci: Carl Erhardt, Gordon Dailley, Robert Wyman.

Útočníci: John Davey, Ted Jackson, Gordon Johnson, Ernie Ramus, Pete Stevenson, Pete Halford, Ernie Leacock.

Trenér: Bunny Ahearne.

### Soupiska Československa
4.  Československo

Brankáři: Jan Peka, Josef Boháč (neodcestoval)

Obránci: Jaroslav Pušbauer, Karel Hromádka, Jan Michálek.

Útočníci: Jiří Tožička, Josef Maleček, Oldřich Kučera, Alois Cetkovský, Zdeněk Jirotka, Jaroslav Císař, František Pergl, Drahoš Jirotka (nenastoupil).

### Soupiska Švédska
5.  Švédsko

Brankáři: Wilhelm Larsson-Lagheim, Bengt Liedstrand.

Obránci: Sven Bergqvist, Bertil Lundell.

Útočníci: Börje Abelstedt, Olle Andersson, Lennart Hellman, Gustaf Johansson, Torsten Jöhncke, Yngve Liljeberg, Evert Löw, Sigfrid Öberg.

Trenér: Carl Abrahamsson, Viking Harbom.

### Soupiska Rakouska
6.  Rakousko

Brankáři: Karl Ördogh, Hermann Weiss.

Obránci: Hans Trauttenberg, Rudolf Vojta, Franz Schüssler,

Útočníci: Friedrich Demmer, Karl Kirchberger, Oskar Nowak, Josef Göbel, Willibald Stanek, Hans Tatzer, Hans Schneider, Emil Seidler.

Trenér: Hans Weinberger.

### Soupiska Itálie
7.  Itálie

Brankáři: Augusto Gerosa, Enrico Calcaterra.

Obránci: Decio Trovati, Franco Rossi, Gianmario Baroni.

Útočníci: Ignazio Dionisi, Mario Zucchini, Giovanni Scotti, Carlo de Mazzeri, Emilio Mussi, Mario Maiocchi, Franco Carlassare.

### Soupiska Francie
7.  Francie

Brankáři: Jacques Morisson, Michel Paccard.

Obránci: Pierre Claret, Pierre Lorin.

Útočníci: Jean-Pierre Hagnauer, Michel Delesalle, Jacques Lacarrière, Léonhard Quaglia, Albert Hassler, Philippe Boyard, Guy Volpert, Pierre Savoye.

### Soupiska Německa
9.  Německo 

Brankáři: Wilhelm Egginger, Walter Leinweber.

Obránci: Martin Schröttle, Gustav Jaenecke, Erich Römer.

Útočníci: Alois Kuhn, Georg Strobl, Philipp Schenk, Karl Kögel, Horst Orbanowski, Herbert Schibukat, Hans Lang, Werner Korff.

Trenér (hrající): Erich Römer.

### Soupiska Polska
10.  Polsko

Brankáři: Józef Stogowski, Henryk Przezdziecki.

Obránci: Kazimierz Sokolowski, Witalis Ludwiczak.

Útočníci: Czeslaw Marchewczyk, Andrzej Wokowski, Adam Kowalski, Franciszek Glowacki, Roman Stupnicki, Edward Zielinski, Wladyslaw Lemiszko, Józef Godlewski.

Trenér: Tadeusz Sachs.

### Soupiska Rumunska
11.  Rumunsko

Brankáři: Emil Maesciuc, Dumitru Danielopol.

Obránci: Gheorghe Buia, Ladislaus Dietrich, Paul Anastasiu.

Útočníci: Arthur Vogel, Alexandru Botez, Lájos Vakar, Constanin Tico, Constantin Cantacuzino, Anton Panenca, Iuliu Rabinovici, Wilhelm Suck.

Trenér (hrající): Dumitru Danielopol.

### Soupiska Maďarska
11.  Maďarsko

Brankáři: István Hircsák, György Kramer-Katay.

Obránci: Miklós Barcza, István Bethlen, Matyás Farkas.

Útočníci: Sándor Miklós, Laszló Gergély, András Gergély, Zoltán Jeney, Ferenc Szamósi, Laszló Blazejovsky, Béla Háray.

Trenér: Géza Lator.

### Soupiska Lotyšska
13.  Lotyšsko 

Brankáři: Herberts Kušķis, Roberts Lapainis.

Obránci: Arvīds Jurgens, Kārlis Paegle, Leonīds Vedējs.

Útočníci: Aleksejs Auziņš, Roberts Bluķis, Andrejs Jessens, Edgars Klāvs, Arvīds Pētersons, Ādolfs Petrovskis.

### Soupiska Belgie
13.  Belgie 

Brankáři: Georges Brohée.

Obránci: Francois Franck, Emile Duvivier, Carlos van den Driessche.

Útočníci: Jean Barbanson, Pierre van Reysschoot, Willy Kreitz, Georges Pootmans, Marco Peltzer, Philippe Lippens, Jean de Beukelaer.

### Soupiska Nizozemska
15.  Nizozemsko

Brankáři: Jan Gerritsen, Sjoerd van Marle.

Obránci: Fritz van der Vlugt, Bob van der Stok.

Útočníci: Hans Gerritsen, Huip de Pon, Zeger Reyers, Felix de Jong, Chris van de Mandele, Hans Maas, Dirk Jan Koeleman, Hans van der Vlier, Lau de Kadt.

## Konečné pořadí
| 9.  | Mistrovství světa | Z | V | R | P | Skóre | B  |
| --- | ----------------- | - | - | - | - | ----- | -- |
| 1.  | Kanada            | 7 | 7 | 0 | 0 | 44:7  | 14 |
| 2.  | Švýcarsko         | 8 | 5 | 2 | 1 | 24:8  | 12 |
| 3.  | Velká Británie    | 7 | 4 | 0 | 3 | 14:14 | 8  |
| 4.  | ČSR               | 8 | 5 | 0 | 3 | 37:13 | 10 |
| 5.  | Švédsko           | 8 | 4 | 1 | 3 | 19:16 | 9  |
| 6.  | Rakousko          | 8 | 4 | 1 | 3 | 18:14 | 9  |
| 7.  | Itálie            | 7 | 1 | 3 | 3 | 7:19  | 5  |
| 7.  | Francie           | 7 | 2 | 1 | 4 | 9:16  | 5  |
| 9.  | Německo           | 7 | 4 | 0 | 3 | 18:9  | 8  |
| 10. | Polsko            | 6 | 2 | 2 | 2 | 20:13 | 6  |
| 11. | Rumunsko          | 6 | 3 | 0 | 3 | 14:12 | 6  |
| 11. | Maďarsko          | 5 | 2 | 2 | 1 | 14:6  | 6  |
| 13. | Lotyšsko          | 5 | 1 | 0 | 4 | 11:25 | 2  |
| 13. | Belgie            | 5 | 0 | 0 | 5 | 5:48  | 0  |
| 15. | Nizozemsko        | 6 | 0 | 0 | 6 | 0:34  | 0  |

| 20. | Mistrovství Evropy |
| 1.  | Švýcarsko          |
| 2.  | Velká Británie     |
| 3.  | ČSR                |
| 4.  | Švédsko            |
| 5.  | Rakousko           |
| 6.  | Itálie             |
| 6.  | Francie            |
| 8.  | Německo            |
| 9.  | Polsko             |
| 10. | Rumunsko           |
| 10. | Maďarsko           |
| 12. | Lotyšsko           |
| 12. | Belgie             |
| 14. | Nizozemsko         |